# Ministère fédéral de la Défense (Allemagne)
Pour les articles homonymes, voir Ministère fédéral de la Défense.

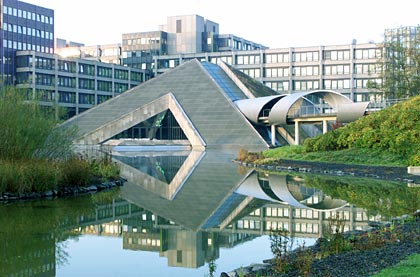
Le siège principal du ministère dans le quartier de Hardthöhe à Bonn.

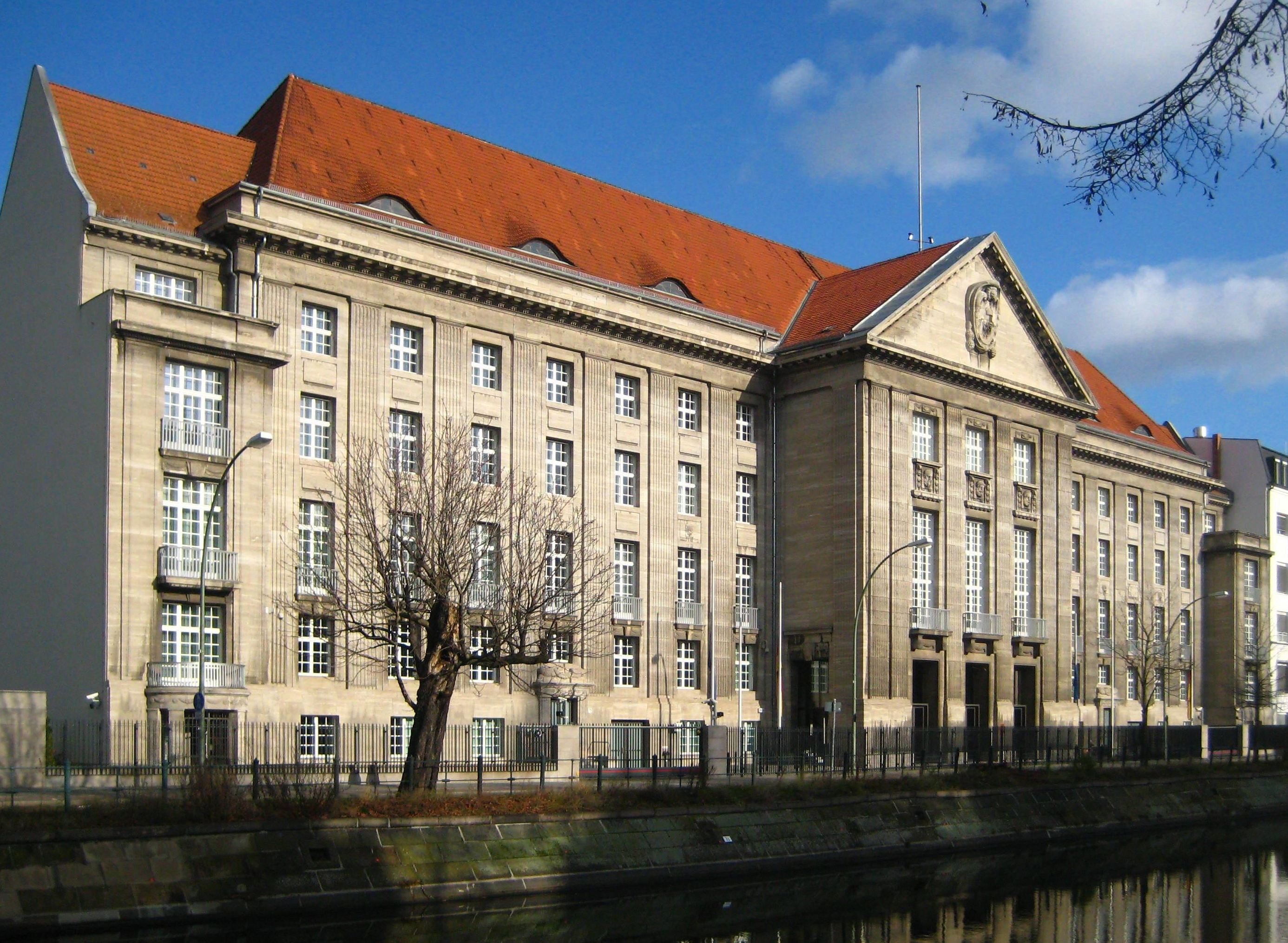
Le siège secondaire du ministère au Bendlerblock, à Berlin.

Le ministère fédéral de la Défense (Bundesministerium der Verteidigung, BMVg) est le ministère du Gouvernement fédéral allemand département spécialisé pour la défense militaire et toutes les affaires de la Bundeswehr. Il est la plus haute autorité de commandement militaire pour les forces armées et la plus haute autorité de service pour l'administration de la Bundeswehr, sans être lui-même une partie des deux. 
Le ministère de la Défense est dirigé depuis le 19 janvier 2023 par Boris Pistorius (SPD). Outre sa responsabilité politique, il a, en temps de paix, le pouvoir de commandement et d'autorité sur les forces armées. Il est le supérieur hiérarchique suprême de tous les soldats de son secteur d'activité et leur supérieur disciplinaire suprême.

## Mission et organisation
Le ministère est une administration fédérale suprême. Le budget fédéral lui attribue 28,389 milliards d’euros pour 2007.
Le BMVg est l'autorité fédérale suprême et la plus haute autorité de commandement des forces armées. À sa tête se trouvent la ministre, deux secrétaires d'État parlementaires, deux secrétaires d'État, l'inspecteur général de la Bundeswehr ainsi que le comité de direction. Les secrétaires d'État parlementaires Siemtje Möller et Thomas Hitschler (tous deux SPD, depuis 2021) représentent la ministre dans le domaine politico-parlementaire. Les deux secrétaires d'État, Margaretha Sudhof (depuis 2021) et Benedikt Zimmer (depuis 2018), l'assistent dans la direction technique du ministère et dans l'exercice du pouvoir de commandement et d'autorité. L'inspecteur général, Eberhard Zorn, conseille la ministre sur le plan militaire. Il est le militaire le plus haut gradé et est responsable de la conception générale des forces armées. Le ministère est divisé en dix départements.
Le premier siège du ministère se trouve sur la Hardthöhe à Bonn, un deuxième siège se trouve depuis 1993 dans le Bendlerblock à Berlin. 2500 personnes au total travaillent dans les deux sièges. Lors de sa création, le ministère était logé dans la caserne Ermekeil à Bonn. Le déménagement à la Hardthöhe a eu lieu à partir de 1960.

## Histoire

### Empire
La constitution de 1871 confie la politique militaire aux Länder, mais la marine de guerre à l’Empire. En 1872, est fondée l’Amirauté impériale (Kaiserliche Admiralität), dirigée par le chef de l’Amirauté impériale. Elle devient en 1889 l’office impérial de la Marine, dirigé par un secrétaire d’État (Staatssekretär) responsable devant le chancelier impérial, et chargé de l’administration de la Kaiserliche Marine. Au début du XXe siècle, la Prusse, la Bavière, le Wurtemberg et la Saxe avaient encore une défense propre, et le ministère de la Guerre du royaume de Prusse prenait en charge la défense des autres Länder.

### République de Weimar et débuts de l'Allemagne fédérale
En octobre 1919, est constitué le ministère de la Reichswehr (Reichswehrministerium). Le 21 mai 1935, il devient le ministère du Reich à la Guerre (Reichskriegsministerium).
Après la Seconde Guerre mondiale, la reconstitution d’un département ministériel chargé de la défense prend plusieurs années. De mai à octobre 1950, Gerhard Graf von Schwerin conseille le chancelier Adenauer sur les questions de sécurité et sur un futur ministère. Adenauer met fin à ses fonctions en octobre en raison de contacts avec la presse sur son domaine de responsabilité.

### Du bureau Blank au ministère
Le 26 octobre, Theodor Blank devient délégué du chancelier fédéral pour les questions relatives à l’accroissement des troupes alliées (Beauftragten des Bundeskanzlers für die mit der Vermehrung der alliierten Truppen zusammenhängenden Fragen). Il dirige un service, appelé le « bureau Blank » (Amt Blank), avec tout d’abord une vingtaine de collaborateurs. Le service se développe et, cinq ans plus tard, il compte 1 300 employés.
Le 7 juin 1955, est officiellement créé le ministère fédéral de la Défense (Bundesministerium für Verteidigung), dont le titre utilise la préposition für ; il est modifié le 30 décembre 1961 et prend l’article défini der, utilisée pour les portefeuilles régaliens (Affaires étrangères, Finances, Intérieur et Justice). Theodor Blank est le Premier ministre.

### Réunification et suite
En 1990, la Réunification voit l’Armée nationale populaire de l’ancienne République démocratique allemande intégrée à la Bundeswehr. Le ministère de la Défense nationale de la RDA y est également dissout.
En 1999, la Bundeswehr participe aux opérations de l’OTAN au Kosovo : c’est la première fois que des soldats allemands sont envoyés à l’étranger depuis la Seconde Guerre mondiale.

## Liste des ministres chargés de la défense depuis 1955
| Nom | Nom                        | Dates du mandat | Dates du mandat | Parti | Cabinet(s)                     |
| --- | -------------------------- | --------------- | --------------- | ----- | ------------------------------ |
|     | Theodor Blank              | 07/06/1955      | 16/10/1956      | CDU   | Adenauer II                    |
|     | Franz Josef Strauß         | 16/10/1956      | 11/12/1962      | CSU   | Adenauer II, III et IV         |
|     | Franz Josef Strauß         | 11/12/1962      | 09/01/1963      | CSU   | Adenauer IV et V               |
|     | Kai-Uwe von Hassel         | 09/01/1963      | 01/12/1966      | CDU   | Adenauer V Erhard I et II      |
|     | Gerhard Schröder           | 01/12/1966      | 21/09/1969      | CDU   | Kiesinger                      |
|     | Helmut Schmidt             | 21/09/1969      | 10/07/1972      | SPD   | Brandt I                       |
|     | Georg Leber                | 10/07/1972      | 01/02/1978      | SPD   | Brandt I et II Schmidt I et II |
|     | Hans Apel                  | 17/02/1978      | 01/10/1982      | SPD   | Schmidt II et III              |
|     | Manfred Wörner             | 04/10/1982      | 18/05/1988      | CDU   | Kohl I, II et III              |
|     | Rupert Scholz              | 18/05/1988      | 21/04/1989      | CDU   | Kohl III                       |
|     | Gerhard Stoltenberg        | 21/04/1989      | 31/03/1992      | CDU   | Kohl III et IV                 |
|     | Volker Rühe                | 01/04/1992      | 26/10/1998      | CDU   | Kohl IV et V                   |
|     | Rudolf Scharping           | 28/10/1998      | 19/07/2002      | SPD   | Schröder I                     |
|     | Peter Struck               | 19/07/2002      | 22/11/2005      | SPD   | Schröder I et II               |
|     | Franz Josef Jung           | 22/11/2005      | 27/10/2009      | CDU   | Merkel I                       |
|     | Karl-Theodor zu Guttenberg | 28/10/2009      | 01/03/2011      | CSU   | Merkel II                      |
|     | Thomas de Maizière         | 03/03/2011      | 17/12/2013      | CDU   | Merkel II                      |
|     | Ursula von der Leyen       | 17/12/2013      | 17/07/2019      | CDU   | Merkel III et IV               |
|     | Annegret Kramp-Karrenbauer | 17/07/2019      | 08/12/2021      | CDU   | Merkel IV                      |
|     | Christine Lambrecht        | 08/12/2021      | 19/01/2023      | SPD   | Scholz                         |
|     | Boris Pistorius            | 19/01/2023      | En fonction     | SPD   | Scholz Merz                    |

Conformément à l'article 65a, paragraphe 1 de la Loi fondamentale, le ministre fédéral de la Défense a le pouvoir de commandement et d'autorité sur les forces armées de la République fédérale d'Allemagne. Il est à la tête du ministère et, conformément au principe du ressort (art. 65, phrase 2 de la Loi fondamentale), il dirige son domaine d'activité de manière autonome et sous sa propre responsabilité et possède ainsi le pouvoir de donner des instructions à tous les membres de la Bundeswehr, y compris aux employés civils.
Si le territoire fédéral est attaqué par la force des armes ou si un tel événement est imminent, le Bundestag et le Bundesrat peuvent déclarer le cas de défense conformément à l'article 115a de la Loi fondamentale, ce qui transfère le pouvoir de commandement et d'ordre au chancelier fédéral conformément à l'article 115b de la Loi fondamentale.
Avec Christine Lambrecht, c'est la troisième fois consécutive qu'une femme dirige le ministère, après Ursula von der Leyen et Annegret Kramp-Karrenbauer, depuis le 8 décembre 2021.